# 米歇尔·德勃雷广场

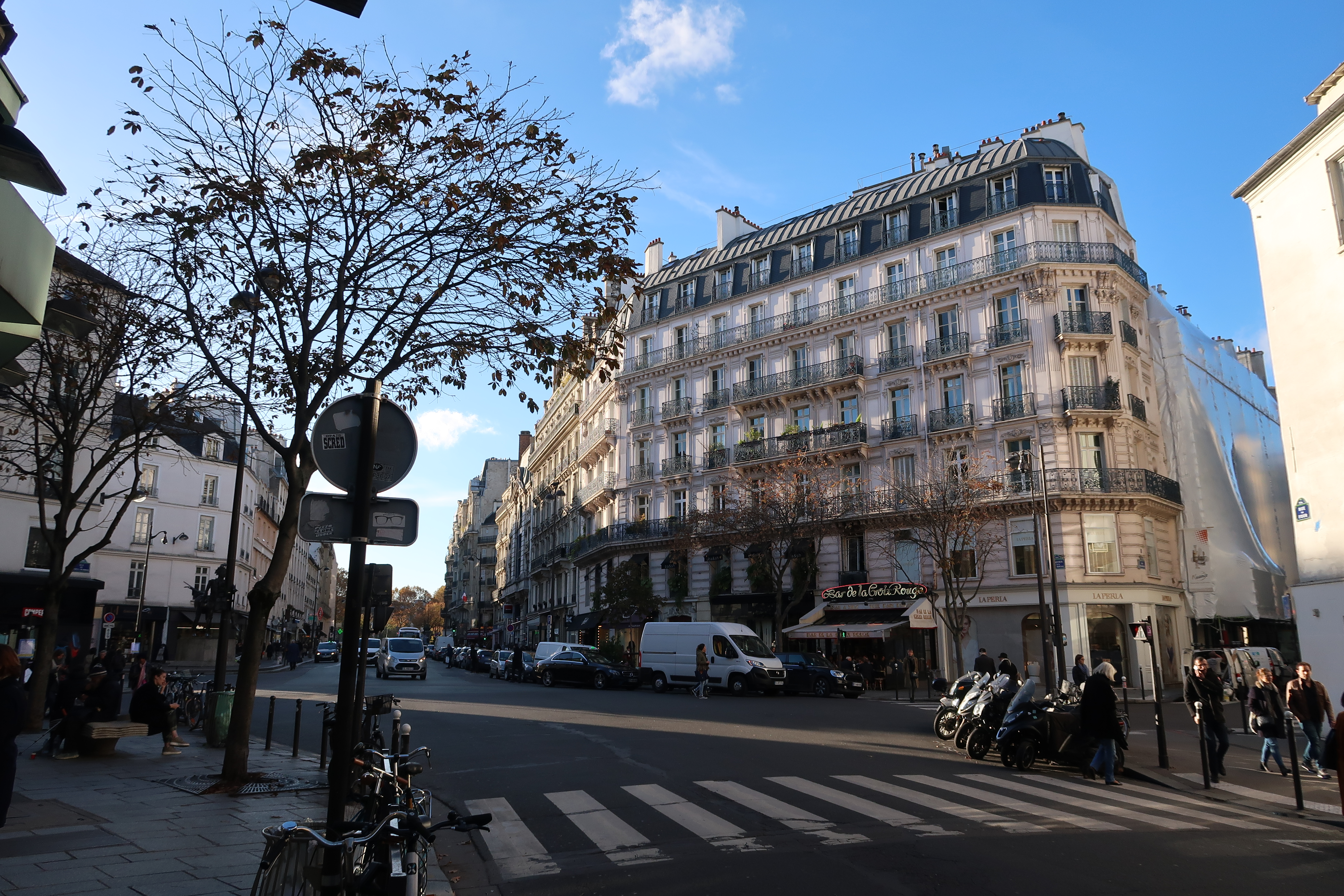

米歇尔·德勃雷广场（Place Michel-Debré）原名Carrefour de la Croix-Rouge,是巴黎第六区的一个广场，位于Rue du Four、Rue de Grenelle、塞夫勒路（Rue de Sèvres）、Rue du Cherche-Midi以及Rue du Vieux Colombier的交汇处。

## 建筑

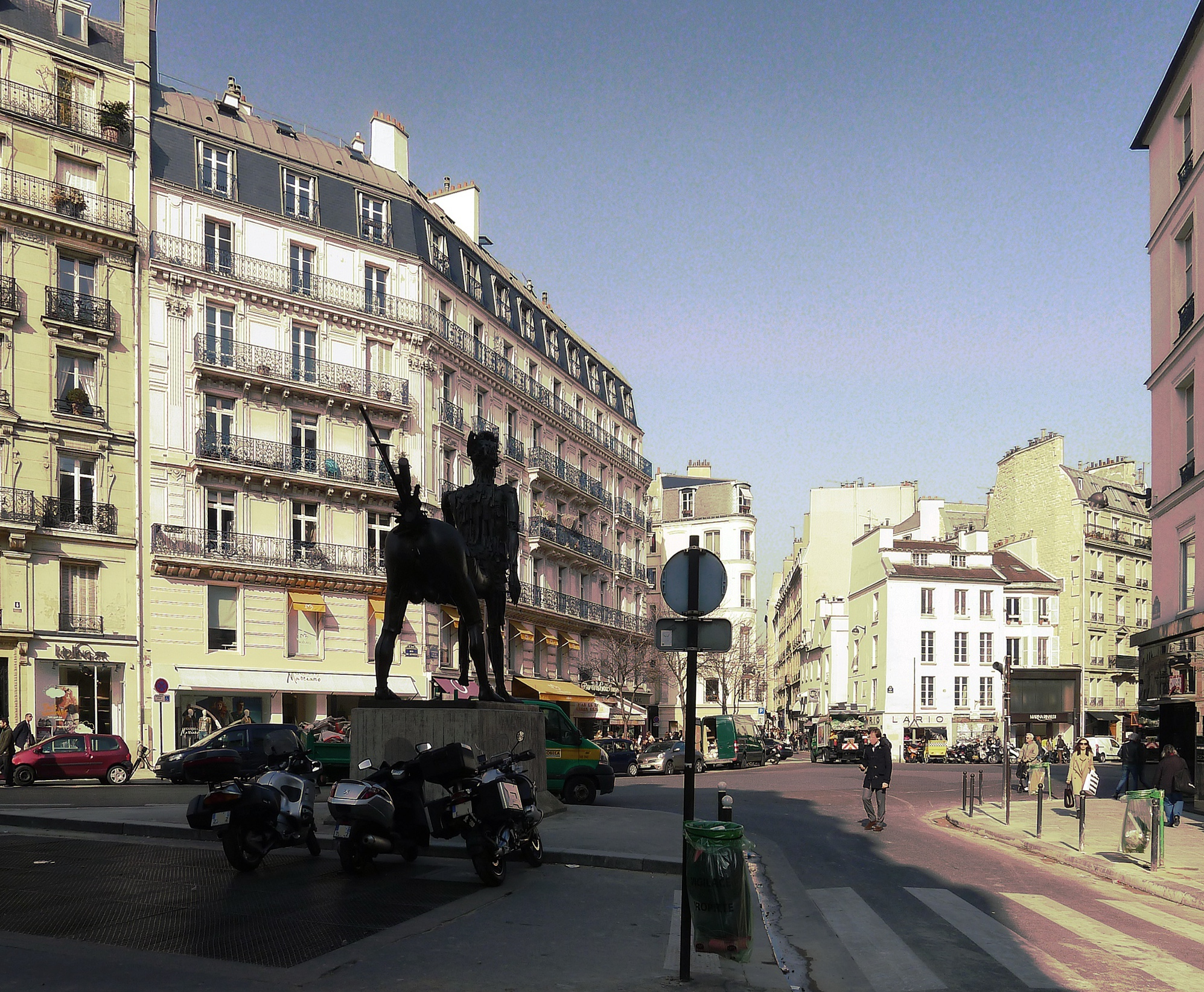
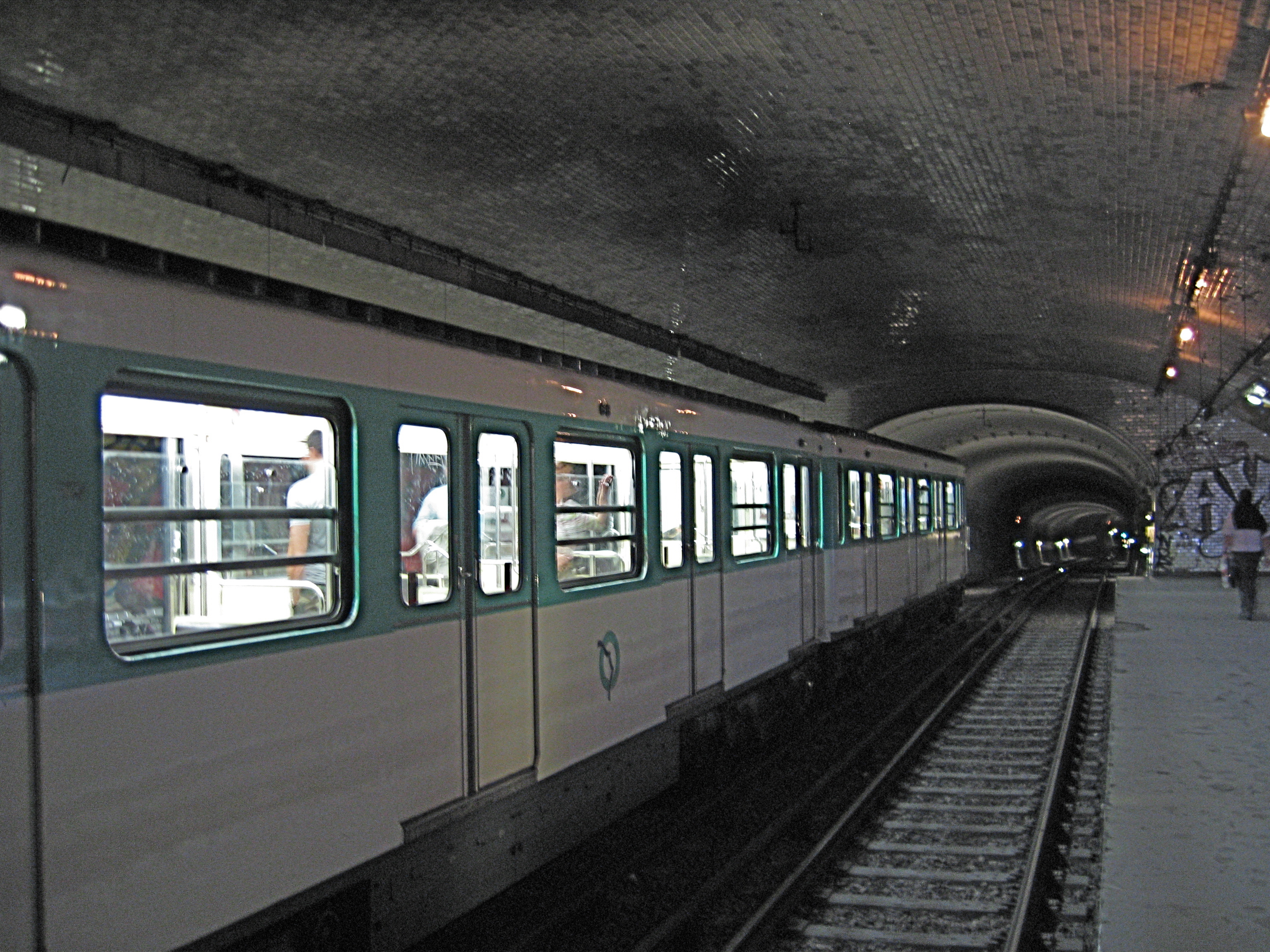
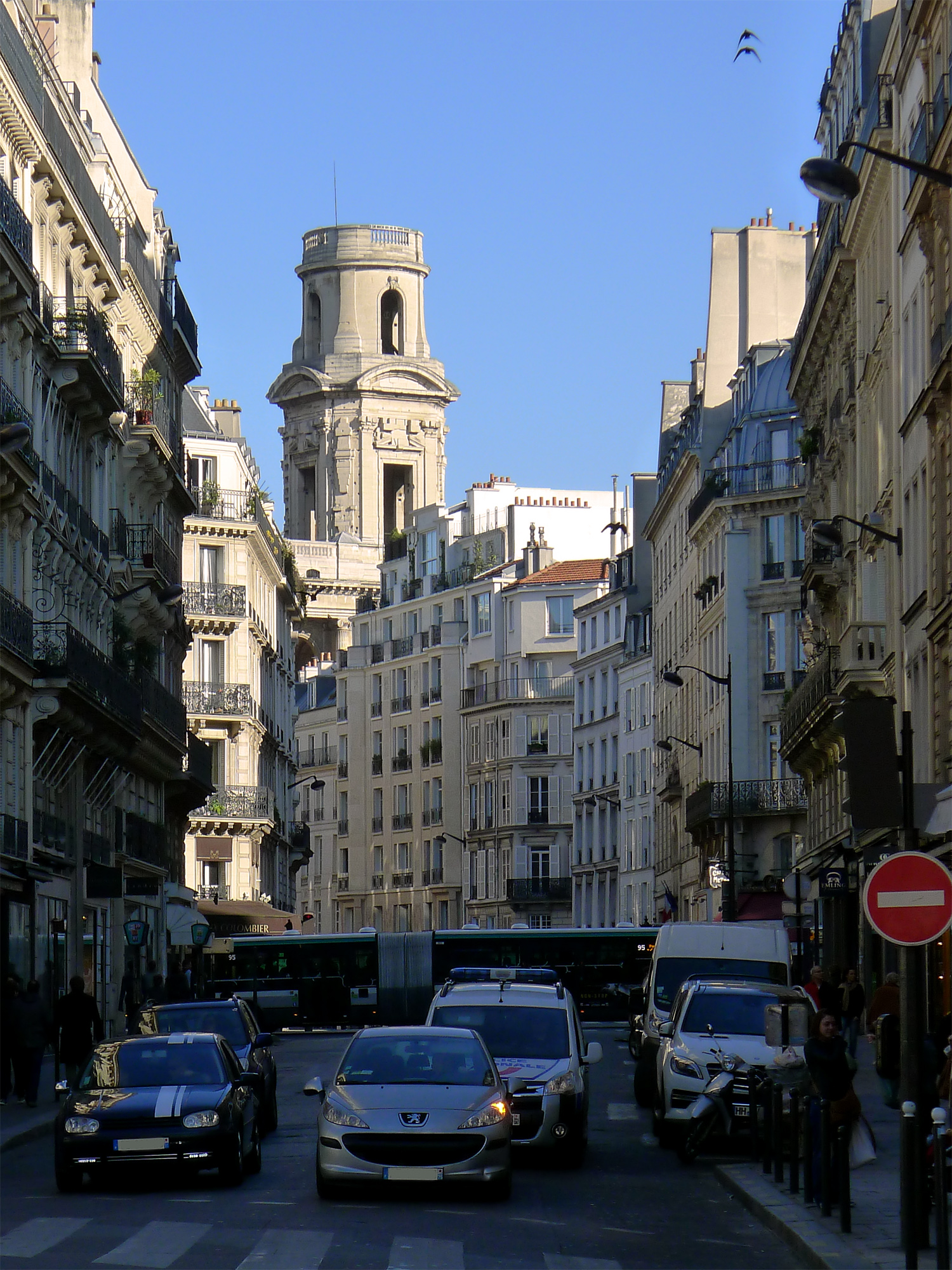

## 交通
米歇尔·德勃雷广场附近的地铁站是圣苏比斯站（Saint-Sulpice）和塞夫尔-巴比伦站（Sèvres - Babylone）。

## 名称
米歇尔·德勃雷广场得名于政治家米歇尔·德勃雷 (1912-1996)。

## 历史

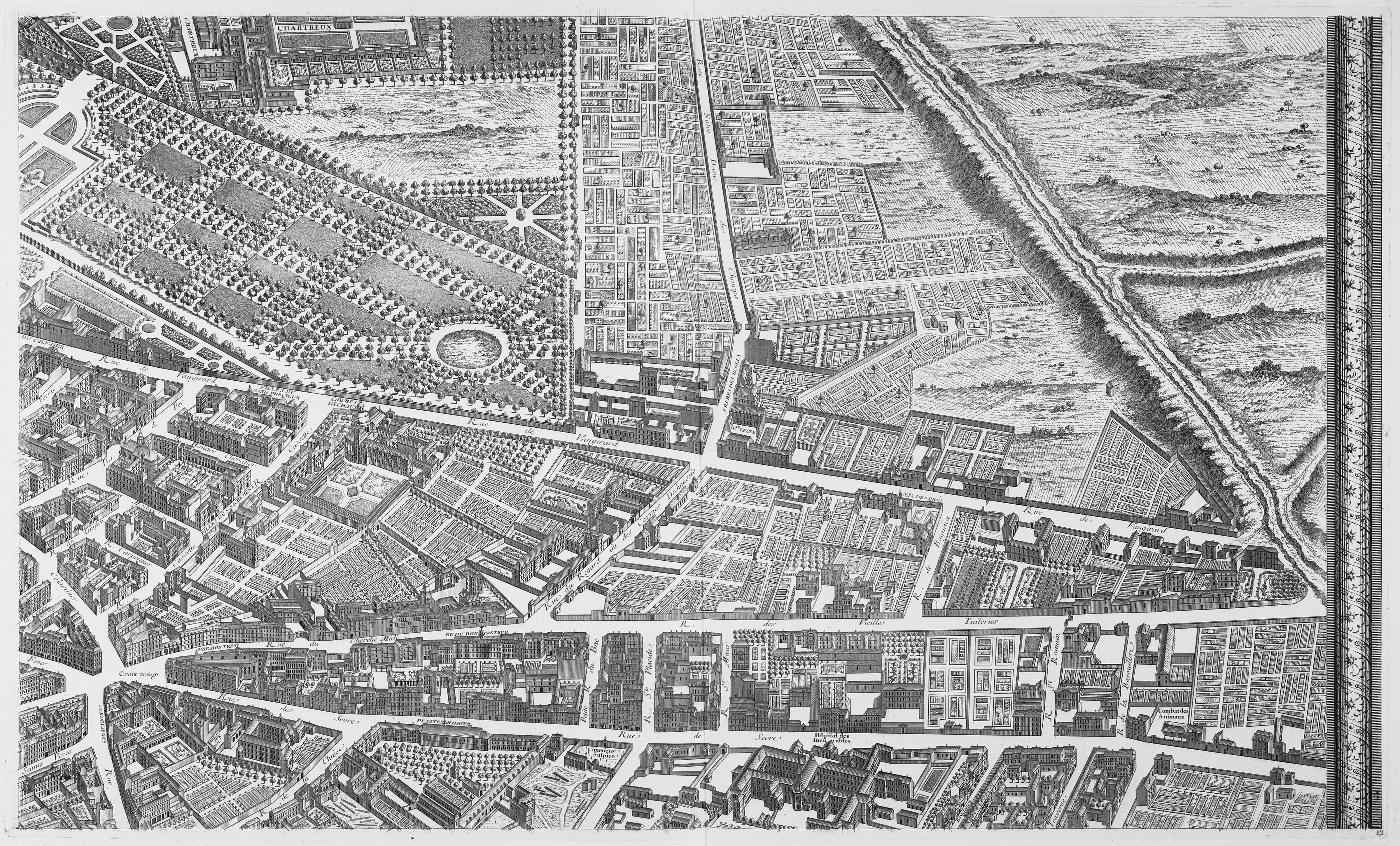

米歇尔·德勃雷广场开辟于15世纪，2005年改为现名。

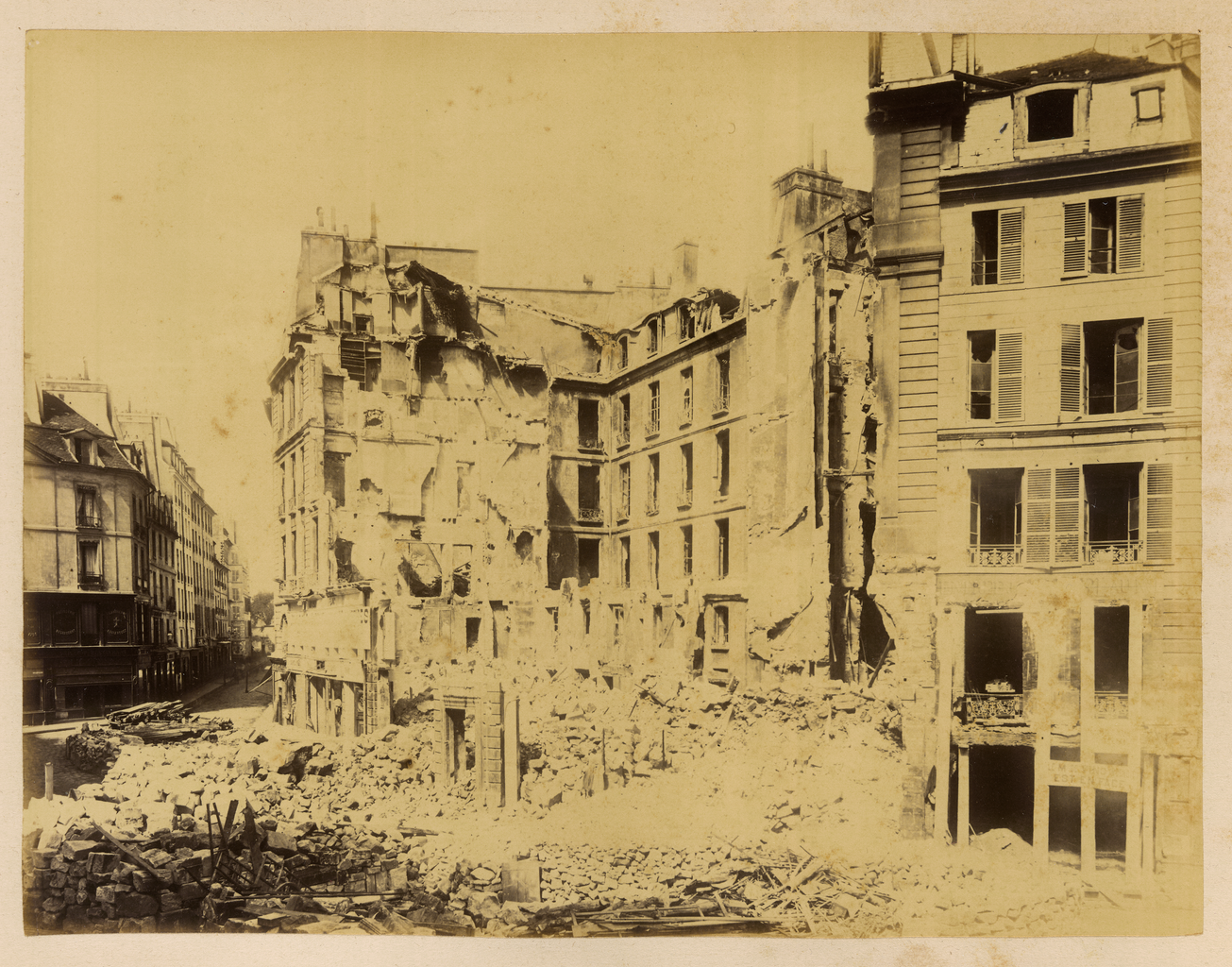
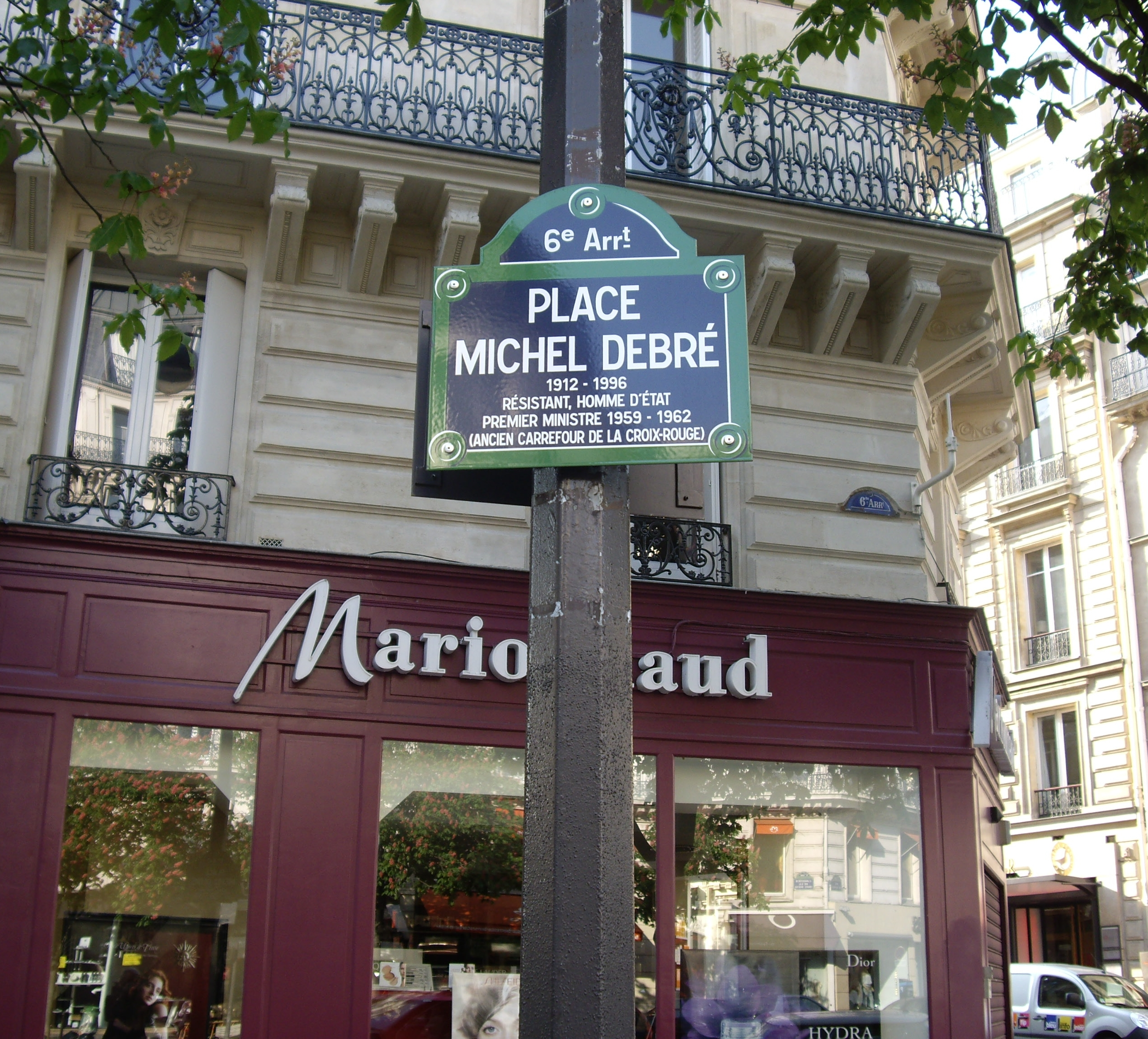
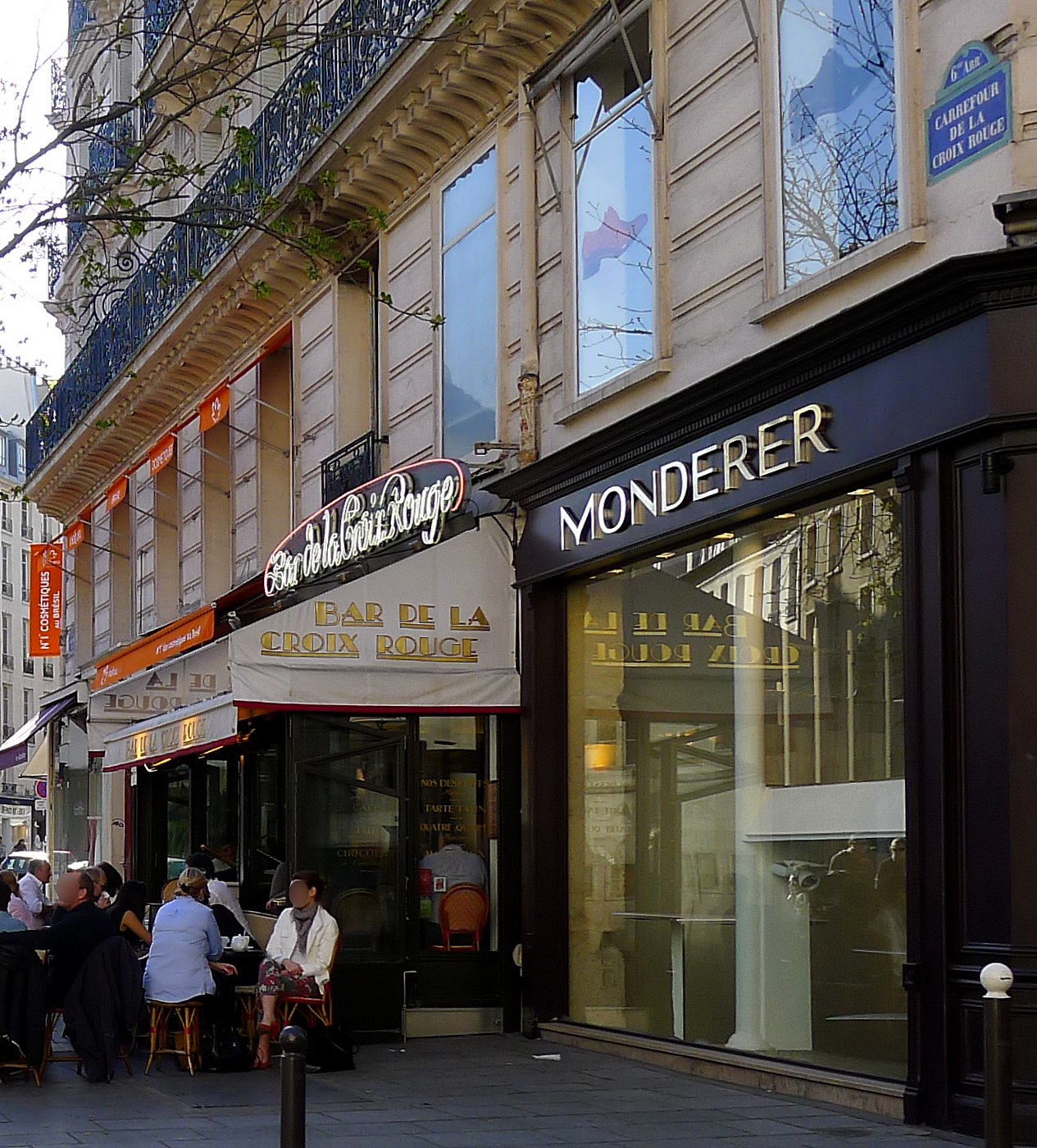